# Lanzagranadas

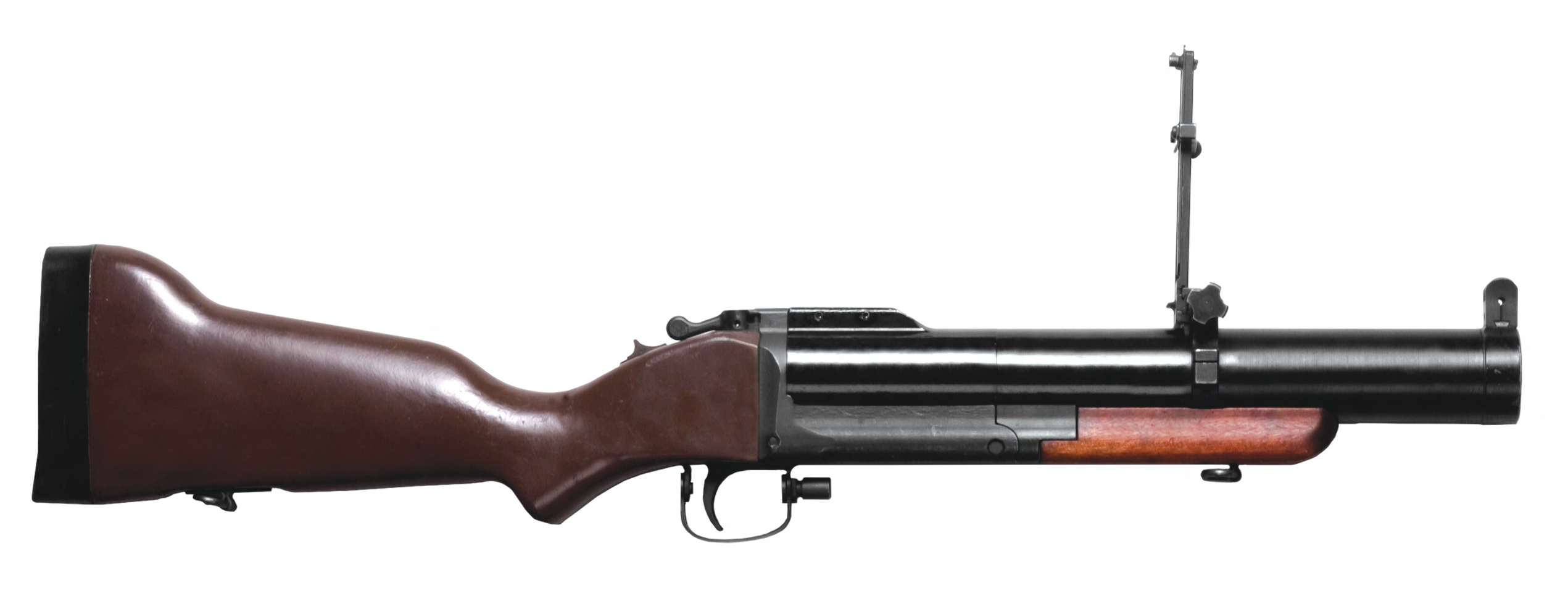
Lanzagranadas M79

El lanzagranadas es un arma que dispara un proyectil de gran calibre especialmente diseñado, a menudo con una carga explosiva, de humo o de gas. En la actualidad, el término suele hacer referencia a un arma de fuego que dispara granadas con casquillo. Los más comunes son los modelos portátiles, suministrados individualmente, aunque a los escuadrones también se les suministran modelos más grandes.
La granada más común empleada por la OTAN es la granada de fragmentación de 40 mm, que es efectiva contra una gran variedad de blancos, incluyendo infantería y vehículos ligeramente blindados.

## Historia

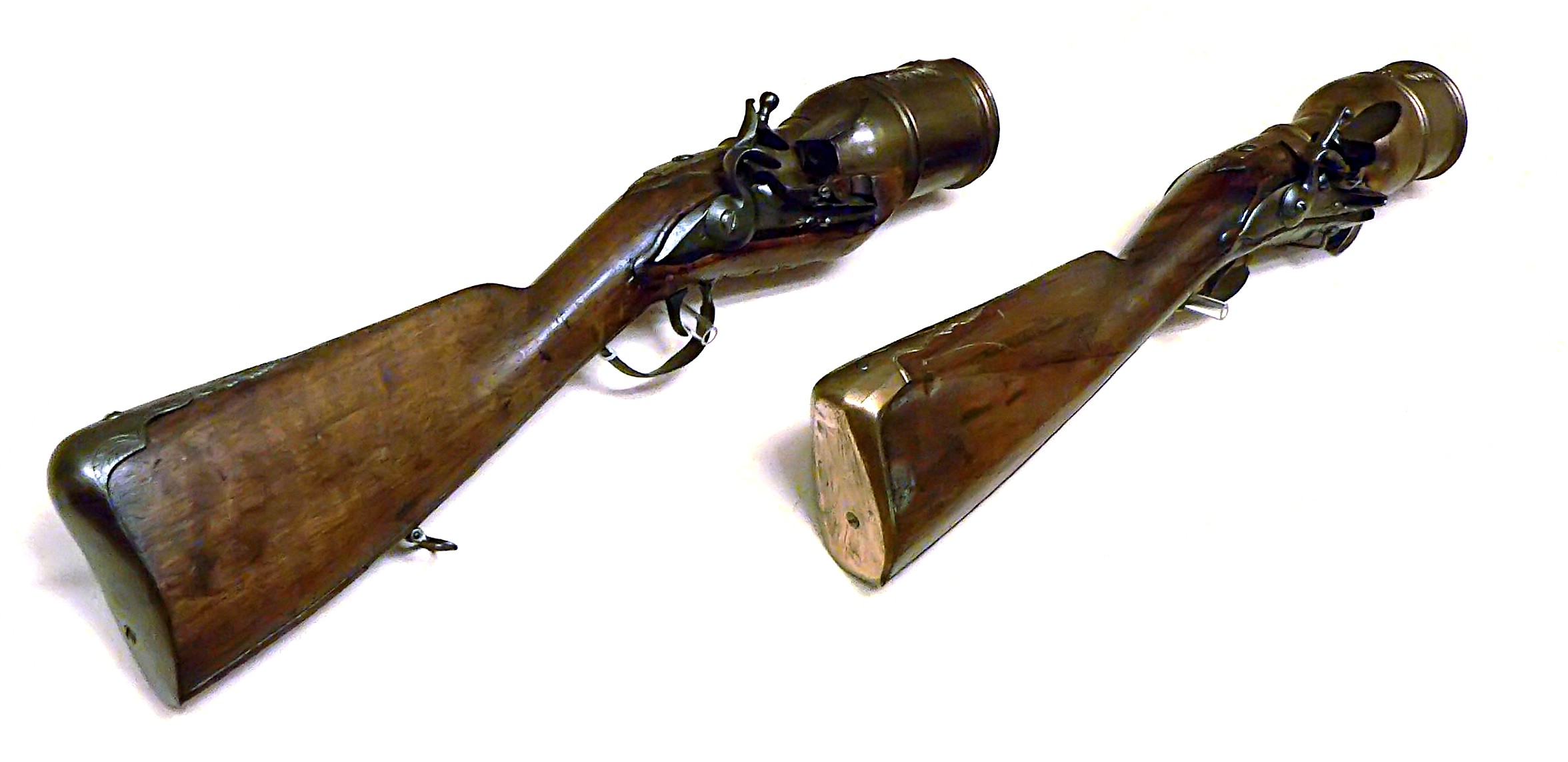
Un lanzagranadas de inicios del.

Los primeros dispositivos que podían considerarse como lanzagranadas eran hondas que podían usarse para lanzar las primeras granadas con mecha. El origen de los lanzagranadas balísticos modernos eran simples postes con cañones cortos y anchos que podían cargarse con un artefacto explosivo o incendiario; estos se perfeccionaron posteriormente con forma de trabuco para ser disparados desde el hombro y fueron conocidos como morteros de mano. El mortero de mano funcionaba con una carga de pólvora para lanzar la granada.

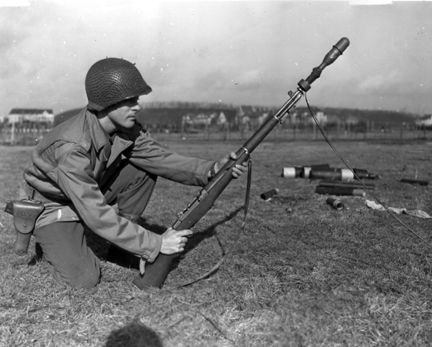
Granada de fusil instalada en un M1 Garand.

La adaptación de las granadas para ser lanzadas con fusiles (granadas de fusil) comenzó hacia 1904. Las primeras pruebas fueron realizadas por el coronel japonés Amazawa, que experimentó con granadas de fusil durante la batalla de Port Arthur de la Guerra Ruso-Japonesa (1904-1905). La idea fue tomada posteriormente por los españoles y los franceses la emplearon en la Primera Guerra Mundial (1914-1918).
Se empleaba un fusil estándar como si fuera un mortero sustituto, montando una granada (en muchos casos una granada de mano de la infantería) con un adaptador o una varilla que se introducía en el cañón o mediante la instalación de una bocacha lanzagranadas en el cañón y disparando con el fusil apoyado en el suelo. Para disparar las antiguas granadas de fusil se emplearon cartuchos de fogueo. Posteriormente se incorporaron los sistemas de "trampa de bala" y "paso de la bala" en las granadas de fusil, que permitían lanzar la granada con cartuchos estándar. La granada de fusil IMI Refaim representa un avance tecnológico, ya que emplea una trampa de bala telescópica con empuje por gas, una espoleta con detonación puntual y funciones de autodestrucción. La granada es lanzada con un cartucho estándar y el soldado puede continuar enfrentándose al enemigo con disparos de fusil. Está basada en la vieja granada de entrada SIMON, que es una granada de fusil para derribar puertas. La SIMON es lanzada mediante una trampa de bala, que captura una bala estándar de 5,56 mm de una carabina M4 o un fusil M16.
Durante la Primera Guerra Mundial se diseñaron lanzagranadas para los escuadrones que incrementaban la distancia de lanzamiento de las granadas de mano, como la ballesta sauterelle, el cañón de resorte West (West spring gun) y la catapulta de trinchera Leach (Leach trench catapult). Ninguno era especialmente efectivo y fueron reemplazados finalmente por morteros ligeros como el mortero Stokes.

### Armas antitanque en la Segunda Guerra Mundial

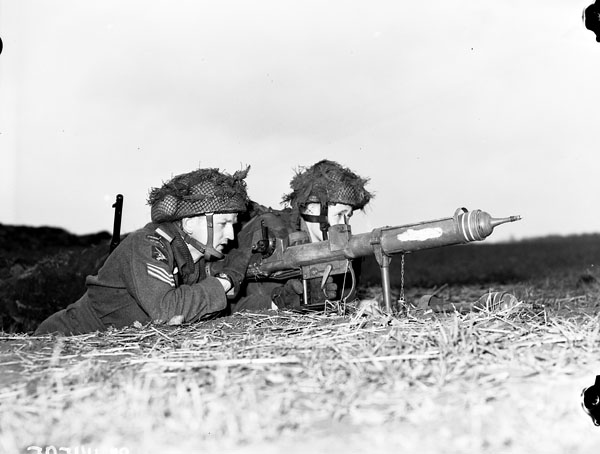
Soldados canadienses con un PIAT.

En la Primera Guerra Mundial los franceses Viven y Bessières diseñaron la granada de fusil VB, que continuó usándose durante la Segunda Guerra Mundial.
En 1943 los alemanes emplearon el faustpatrone, un arma antitanque que disparaba una ojiva explosiva. Fue sucedido ese mismo año por el panzerfaust, que disparaba una ojiva de mayor tamaño y que fue usado hasta el final de la guerra. A comienzos de la Segunda Guerra Mundial los británicos contaban como armas antitanque con el fusil Boys y la granada antitanque N.º 68. En 1943 los británicos comenzaron a usar el lanzador antitanque de infantería, que por sus siglas en inglés se llamó PIAT. El arma antitanque que Estados Unidos desarrolló en esta guerra fue el bazooka. Durante la Segunda Guerra Mundial la Wehrmacht capturó varios bazokas en el norte de África y en el Frente del Este y, por ingeniería inversa, obtuvieron su propia versión versión aumentando su calibre a 88 mm, el RPzB Panzerschreck. A finales de la guerra, los japoneses diseñaron un arma similar, el lanzacohetes antitanque Tipo 4 70 mm, que tenía un diseño diferente y lanzaba granadas propulsadas por cohete. Los soviéticos desarrollaron el RPG-2 a partir de 1944.

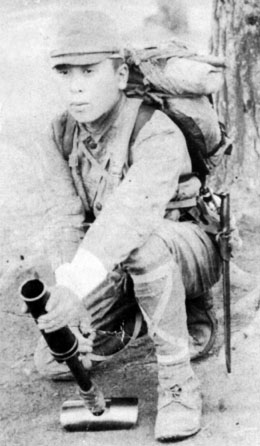
Soldado japonés con un lanzagranadas Tipo 89.

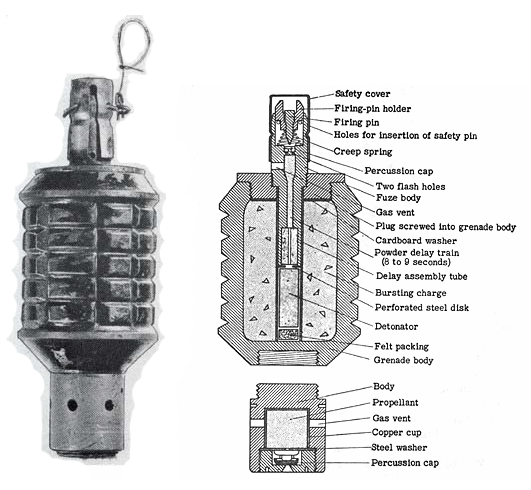
Granada de fragmentación Tipo 91, con base propulsora y espoleta temporizada.

El Ejército Imperial Japonés había adoptado para 1932 una serie de granadas de fragmentación con adaptabilidad casi universal. La granada Tipo 91 podía ser lanzada con la mano, desde una bocacha lanzagranadas (la Tipo 100), desde un lanzagranadas parecido a un mortero ligero, o equipada con una cola con aletas para ser lanzada desde una bocacha lanzagranadas de espiga. Los lanzagranadas Tipo 10 (十年式擲弾筒 Juu-nen-shiki tekidantō?) y Tipo 89 (八九式重擲弾筒 Hachikyū-shiki jū-tekidantō?), coloquialmente conocidos como morteros de rodilla por las fuerzas aliadas, eran lanzagranadas o morteros ligeros japoneses que fueron ampliamente utilizados en el Frente del Pacífico durante la Segunda Guerra Mundial.

## Tipos

### Individuales

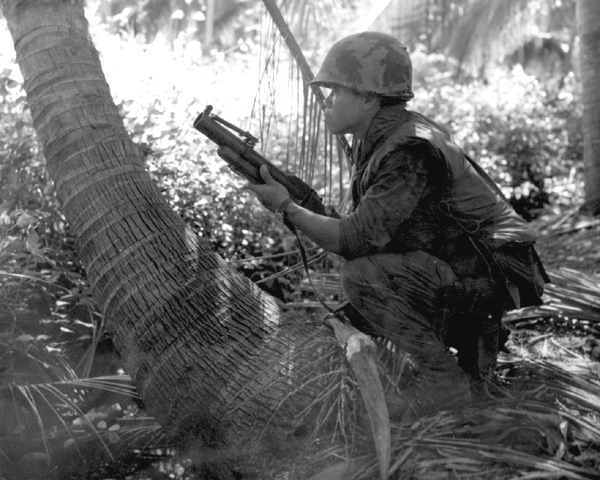
Soldado del Regimiento Voluntario del Real Ejército Tailandés, armado con una M79 en Vietnam, 1967.

Los primeros ejemplos de lanzagranadas individuales en el sentido moderno fueron armas antidisturbios que lanzabas granadas de gas lacrimógeno y balas de goma, como la Federal riot gun diseñada en la década de 1930. Uno de los primeros ejemplos de lanzagranadas explosivas fue el M79, empleado en la guerra de Vietnam. Fue diseñado en el Programa American Special Purpose Individual Weapon (Programa Americano para Armas Individuales con Propósitos Especiales). La granada 40 x 46 fue desarrollada en el Proyecto NIBLICK, donde se aplicó un sistema alemán que daba un retroceso del arma más manejable. El objetivo del lanzagranadas M79 era tener un mayor alcance efectivo que las granadas de fusil y ser más fácil de transportar que un mortero.
Otros ejemplos de lanzagranadas de 40 mm son el alemán Heckler & Koch HK69A1 (monotiro) y el sudafricano Milkor MGL (revólver). El XM25 CDTE es un lanzagranadas semiautomático disparado desde el hombro, alimentado mediante cargador y que lanza granadas de 25 mm. Proviene de un componente del fusil con lanzagranadas integrado XM29 OICW, desarrollado en el Programa Objective Individual Combat Weapon, que fue modificado para disparar una granada de mayor calibre. También se ha desarrollado un proyectil explosivo de calibre 18,54 mm llamado frag-12, para la escopeta automática AA-12.

### Acoplados

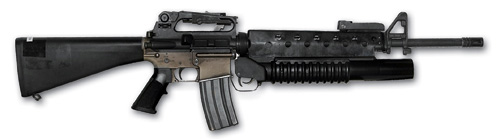
Lanzagranadas M203, acoplado en un fusil M16.

Como los lanzagranadas generan una presión interna relativamente baja y usan una recámara pequeña, pueden ser acoplados debajo del cañón de un fusil estándar. En inglés son conocidos como under-barrel grenade launcher (lanzagranadas de debajo del cañón; UBGL). Esto reduce el peso que debe llevar el soldado, eliminando la culata del lanzagranadas, y hace que el lanzagranadas esté disponible en cualquier momento. Los lanzagranadas acoplados de 40 mm generalmente tienen su propio sistema de gatillo: para disparar, simplemente se cambia de empuñadura, se quita el seguro y se aprieta el gatillo. En los sistemas occidentales, la recámara se desliza hacia adelante o pivota hacia un lado para permitir la recarga. La mayoría disparan granadas 40 x 46.
El concepto de acoplar un lanzagranadas a un fusil tiene su origen en el Programa Americano para Armas Individuales con Propósitos Especiales, que también desarrolló el lanzagranadas M79. No obstante, el lanzagranadas experimental Colt XM 148 que se produjo anteriormente demostró ser problemático a la hora de adoptarse. La subcomisión AAI del programa acopló un lanzagranadas "simple" de un solo disparo en un fusil para obtener un sistema semiautomático multi-disparo. Tras el perfeccionamiento del sistema, se adoptó el lanzagranadas M203 en 1968.
Los lanzagranadas occidentales resuelven algunas de las deficiencias del M203, como la recámara deslizante, que limitaba la capacidad del arma para cargar proyectiles mayores, o el no poder tener acoplada un alza. Esto ha sido resuelto con diseños como el ELGM de la FN Herstal y el Heckler & Koch AG36, con recámara pivotante para proporcionar un mejor acceso, mecanismos de puntería integrados y capacidad de conversión para poder usar el lanzagranadas individualmente. Una variante del Heckler & Koch AG36, el lanzagranadas M320, fue rescatado del fallido Programa XM8 y adoptado en 2008 para reemplazar el M203 del ejército estadounidense.
El desarrollo soviético de un lanzagranadas acoplado para los fusiles AK empezó en 1966 y en 1978 se produjo el BG-15 para el AK-74, una bocacha lanzagranadas de espiga en la cual se insertaba una granada de fusil que era lanzada mediante el empuje de los gases a través de agujeros en su base; esta es una variante del sistema de alta-baja presión empleado en las granadas de 40 mm occidentales, con la base de la granada actuando como la cámara de alta presión y la espiga de la bocacha actuando como la cámara de baja presión. Desarrollos posteriores llevaron a la creación del lanzagranadas GP-25.
Algunos sistemas de armas experimentales han intentado producir armas que combinasen un lanzagranadas semiautomático con un fusil de asalto, a menudo con el fusil situado debajo del lanzagranadas. Ha desatacado el XM29 OICW, pero la única arma de este tipo que se ha producido de forma general es el lanzagranadas S&T Daewoo K11, adoptado en pequeñas cantidades por el Ejército de Corea del Sur.

### Automáticos

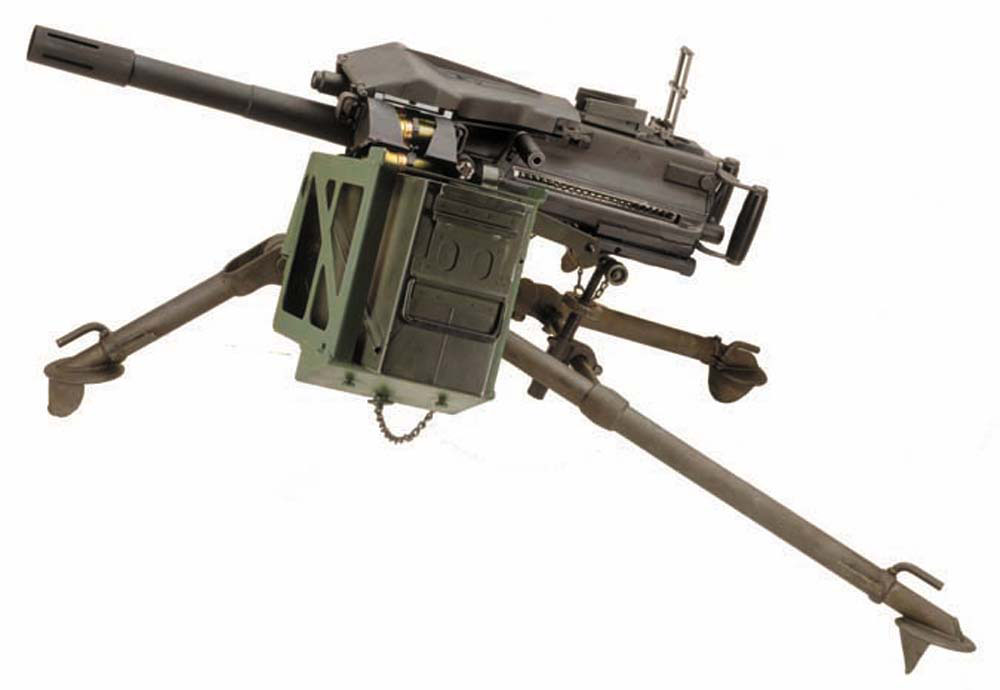
El Mk 19.

Un lanzagranadas automático o ametralladora lanzagranadas es un arma de apoyo para escuadrones que dispara ráfagas de proyectiles explosivos mediante una cinta de granadas o desde un cargador de gran capacidad. La mayoría son montadas sobre trípodes o a bordo de un vehículo o navío y pueden situarse también en una posición fortificada. Pueden usarse como ametralladoras pesadas con suficiente poder como para destruir vehículos y edificaciones. Entre los lanzagranadas automáticos figuran el Mk 19, el Denel Y3 AGL, el AGS-17, el LAG 40 y el HK GMG.
Un lanzagranadas automático portátil es el Tipo 87 chino, que es capaz de una cadencia de 500 granadas/minuto en modo automático.
El equivalente pesado del XM29 es el lanzagranadas automático XM307 ACSW, que es fácilmente recalibrable entre las granadas de 25 mm y los cartuchos estándar 12,7 x 99 OTAN. Ambos están programandos para lanzar "granadas inteligentes", capaces de ajustarse para explotar a una distancia determinada tras su lanzamiento, o a cierta altura sobre el suelo. Esto les ofrece la habilidad de impactar blancos dentro de habitaciones o tras cubiertas resistentes, que normalmente no son alcanzados por disparos de armas ligeras.
Los lanzagranadas automáticos de la OTAN disparan granadas 40 x 53, mientras que los de la infantería disparan granadas 40 x 46. No obstante, no es así siempre. El Mk 18 Mod 0, que no es completamente automático, y el Mk 20 Mod 0 disparan granadas 40 x 46 y el lanzangranadas chino Tipo 87, que está diseñado para ser empleado como una ametralladora multipropósito, dispara las mismas granadas 35 x 32 que el lanzagranadas acoplado de los fusiles de asalto QBZ-95.

### Fijos

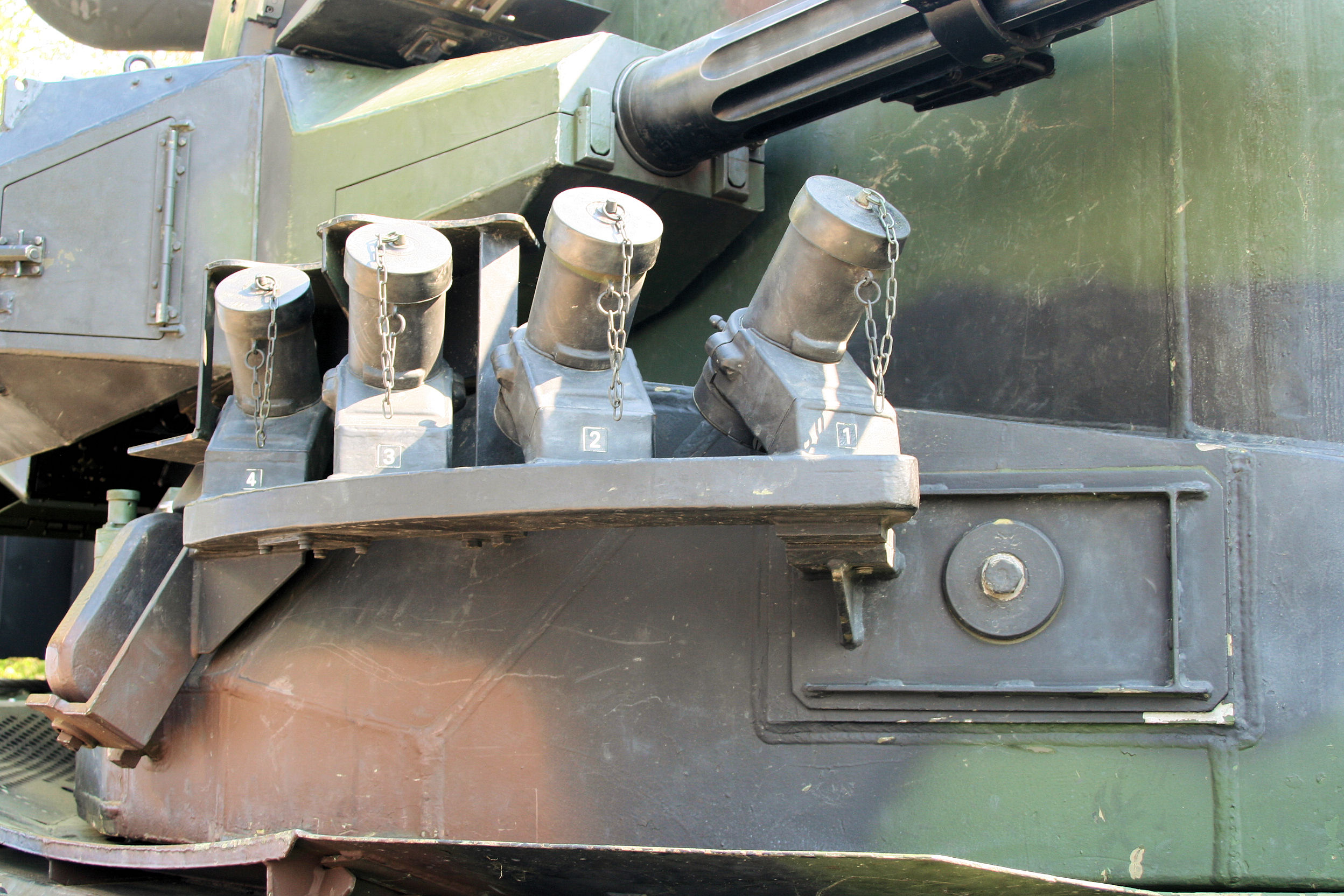
Lanzagranadas de humo de 76 mm en un vehículo antiaéreo alemán Gepard.

Algunos vehículos de combate blindados tienen montados lanzagranadas fijos de corto alcance y un solo disparo como medio de defensa.

## Munición

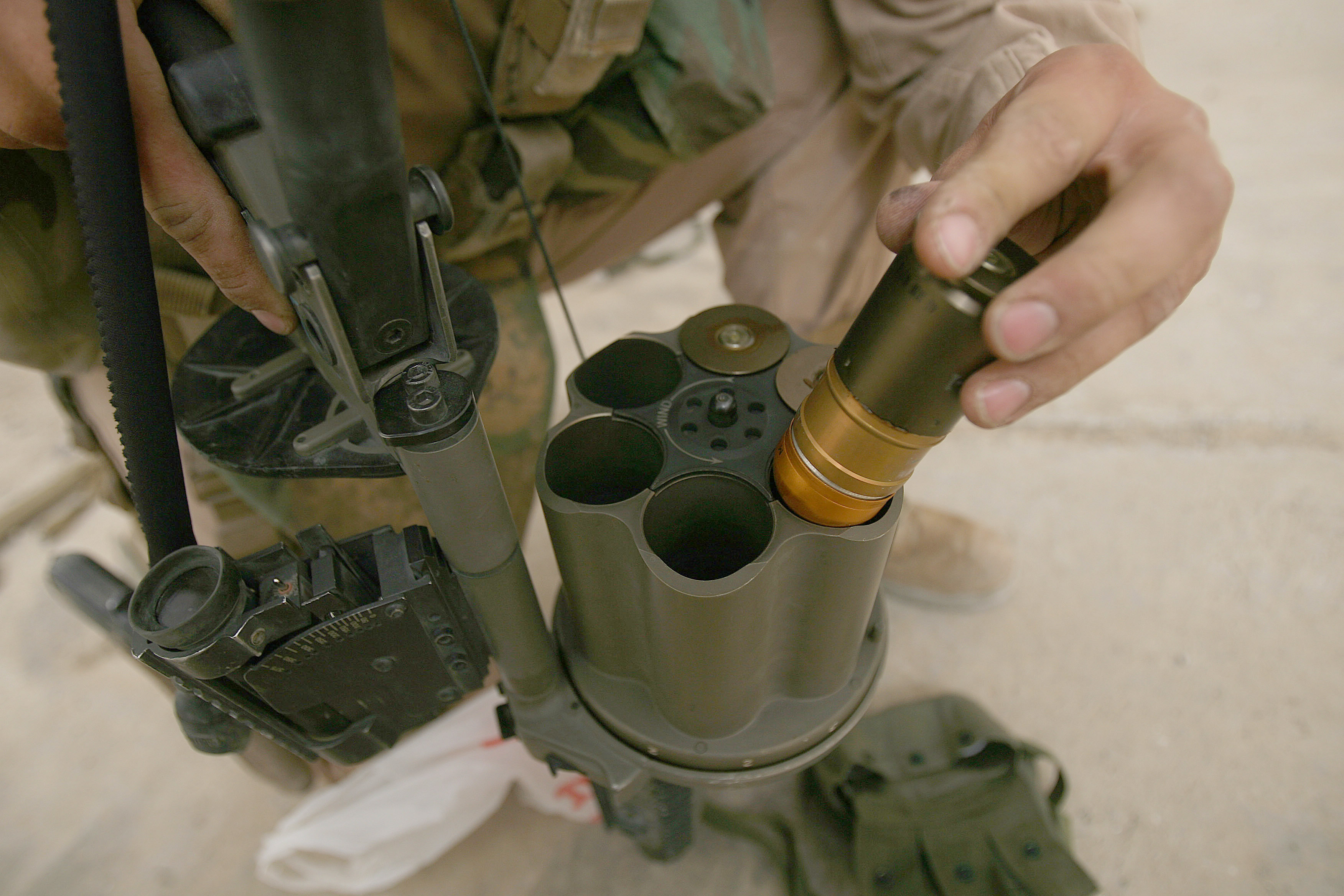
Infante de marina estadounidense cargando granadas 40 x 46 en un Milkor MGL-140

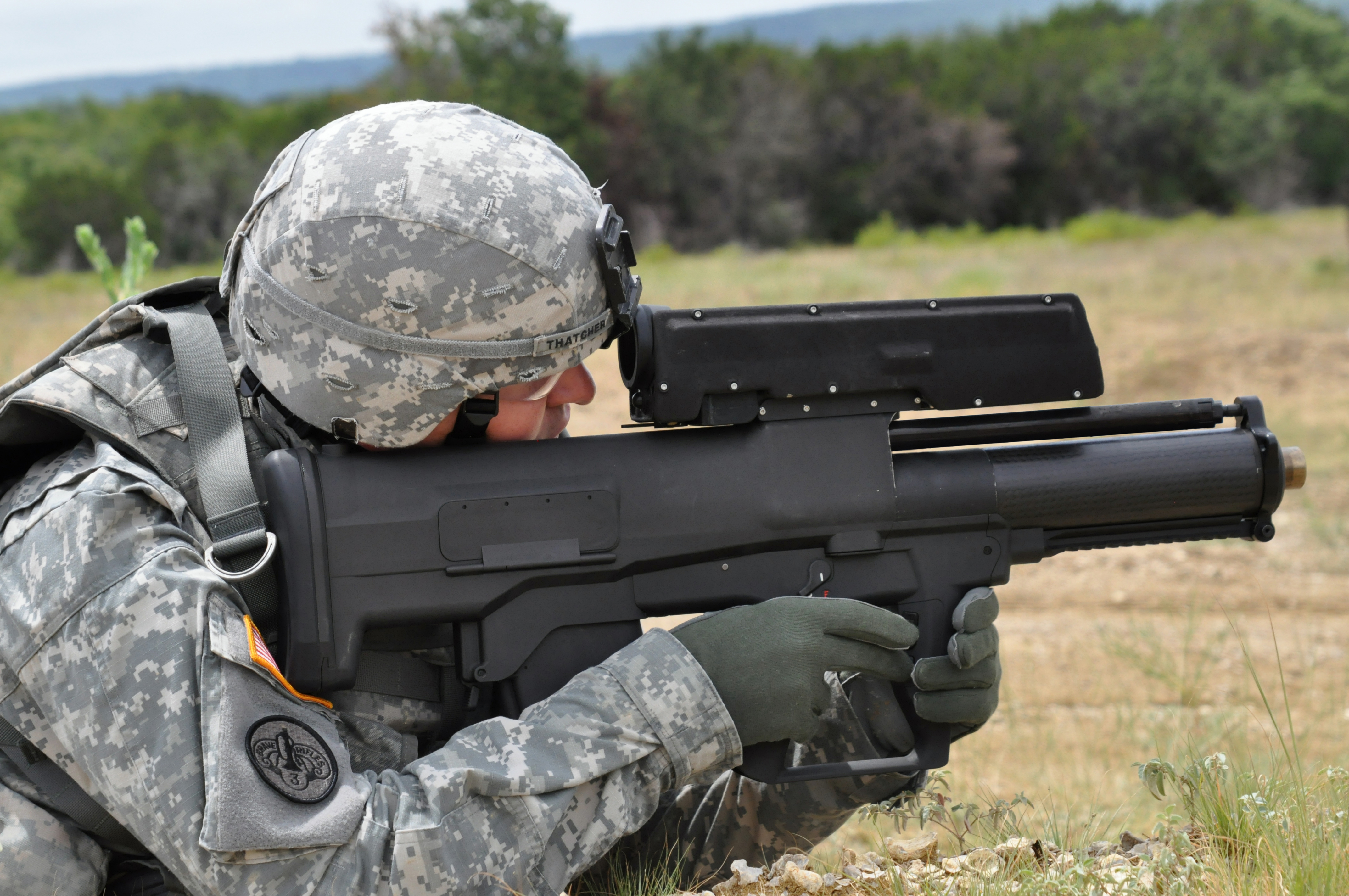
Soldado del Ejército de los Estados Unidos usando un XM25.

La mayoría de los lanzagranadas pueden emplear varios tipos de municiones. En uso militar, el principal tipo de munición es la granada de fragmentación. La habitual en el caso de la OTAN es la granada de fragmentación de 40 mm, que es efectiva contra una gran diversidad de objetivos, incluyendo infantería y vehículos ligeramente blindados. Una granada de mayor tamaño puede albergar cargas que requieren una gran cantidad de sustancias químicas, como las bengalas, proyectiles incendiarios, granadas de gas y granadas de humo.
Las cargas letales suelen estar equipadas con una espoleta de sistema inercial, que se activa después de haber girado una determinada cantidad de veces con el fin de evitar que el usuario sea herido si la granada encuentra un obstáculo cercano.
Recientemente los militares han puesto gran atención en el desarrollo de sistemas inteligentes para las granadas, con sistemas de puntería integrados, que pueden usarse para detonar la carga en un punto o para activarse en el aire y detonar a una distancia predeterminada para atacar los objetivos a cubierto con sus esquirlas. Esta munición fue desarrollada por primera vez como High Explosive Air Burst (HEAB) como parte del Small Arms Master Plan (Plan Maestro de Armas Pequeñas) (SAMP), que incluía los programas: Objective Individual Combat Weapon (20 x 28 y 25 x 40, baja velocidad) y Advanced Crew Served Weapon (25 x 59, alta velocidad). Las cargas de baja velocidad son usadas por el XM25 CDTE. Continuando con el Programa SAMP, los Estados Unidos desarrollaron granadas de 40 mm que incorporaban una tecnología similar, incluyendo la granada 40 x 53 MK285 Programmable Prefragmented High Explosive/Self-Destructible (PPHE/SD) para el lanzagranadas automático Mk 47 Striker y más recientemente la SAGM 40 x 46 para lanzagranadas acoplados, una granada computarizada que no requiere de un sistema de puntería integrado.